# 369-й гвардейский ракетный полк
369-й гвардейский Владимир-Волынский ордена Богдана Хмельницкого ракетный полк (в/ч 14248, в/ч 42691) — ракетный полк, входивший в состав 47-й бригады. Дислоцировался полк в Житковичах, Гомельской области.

## История
Ракетный полк был сформирован в сентябре 1959 года и расположен в городе Житковичи, Гомельской области. Изначально был 369-м инженерным полком РВГК. Входил в состав 47-й зенитно-ракетной бригады, находившейся в составе 12-й инженерной бригады РВГК. Ядерно-техническое обеспечение производила 966-я ремонтно-техническая база (в/ч 14265). С 1 июля 1960 года в полку было 1456 военнослужащих и 7 рабочих.
В марте 1997 года — расформирован.

## Командиры
- полковник Александров Владимир Елладьевич (25.08.1959-)[3]
- майор Неделин Вадим Серафимович (01.04.1964-24.04.1967)[3]
- подполковник Михалкин Владимир Степанович (29.05.1967-26.04.1973)[3]
- подполковник Зорков Валентин Сергеевич (19.04.1973-28.11.1975)[3]
- подполковник Богданов Анатолий Викторович (04.12.1975-26.09.1980)[3]
- подполковник Сирель Арво Арнольдович (12.09.1980-15.04.1984)[3]
- полковник Малеин Юрий Борисович (11.06.1984-10.04.1991)[3]
- полковник Бобровский Александр Романович (10.04.1991-27.12.1993)[3]
- полковник Кузьмин Николай Николаевич (27.12.1993-23.11.1994)[3]
- подполковник Десенко Вячеслав Михайлович (23.11.1994-29.11.1995)[3]
- полковник Зиневич Николай Николаевич (29.11.1995-29.11.1996)[3]